# Тришула

त्रिशूल

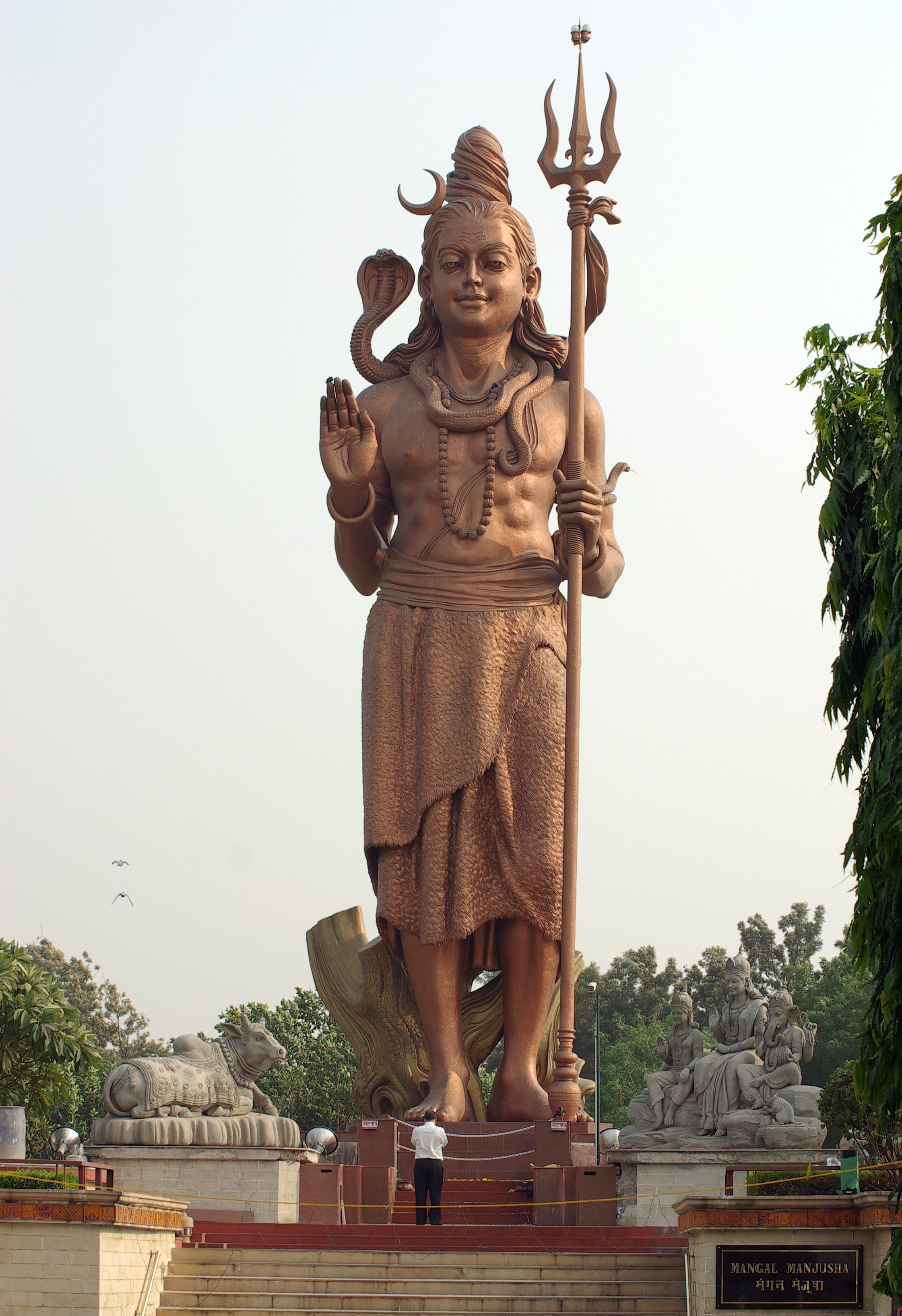
Статуя Шивы, держащая тришулу в Рангпури, Дели

Тришу́ла (санскр. त्रिशूल IAST: triśūla «три копья») — традиционный индийский трезубец, также встречающийся в других странах Юго-Восточной Азии.

## Значение
Является религиозным символом в буддизме и индуизме. Помещается на макушках шиваитских храмов. Тришула является одним из основных атрибутов Шивы, означая его тройственную природу: творца, хранителя и разрушителя Вселенной. В ранних изваяниях и нумизматике тришула находится у Вишну. Тришулу также держит в одной из своих рук богиня Дурга. В шактизме считается, что она получила тришулу от Шивы.

Тришула Шивы с дамару

Существует несколько интерпретаций значения каждого из трёх зубьев тришулы. Согласно наиболее распространённому толкованию, они представляют творение, поддержание и разрушение Вселенной; прошлое, настоящее и будущее; три гуны материальной природы.
В одной из йогических практик три зубца связываются с тремя тонкими каналами: ида, пигала и сушумна, проходящие вдоль позвоночника от его основания до верхней чакры на макушке головы.

## В политике
В Непале тришула является символом Коммунистической партии.